# Svarthuvudspindel
Svarthuvudspindel (Walckenaeria atrotibialis) är en spindelart som först beskrevs av O. Pickard-Cambridge 1878.  Svarthuvudspindel ingår i släktet Walckenaeria och familjen täckvävarspindlar. Arten är reproducerande i Sverige. Inga underarter finns listade i Catalogue of Life.